# Gérald Ducimetière
Pour les articles homonymes, voir Ducimetière.
Gérald Ducimetière, né à Genève le 26 avril 1940 et mort à Londres le 26 janvier 2022, est un artiste franco-suisse. Il change de nom en 1994 pour s'appeler John Aldus et prend la nationalité française.

## Parcours artistique
Après avoir terminé ses études à l'École des arts décoratifs et à l'École des beaux-arts de Genève en 1961, il obtient plusieurs bourses fédérales et genevoises. En 1965, il réalise sa première exposition personnelle au Musée Rath à Genève ; elle réunit peintures et dessins. Ses activités artistiques se diversifient et s'étendent à la photographie, le film, la vidéo, la sculpture, la peinture murale, la scénographie, le graphisme, les installations et les performances. En 1968, il participe à la création de la galerie Aurora, l’un des premiers lieux à présenter de l’art contemporain à Genève, situé dans les caves du 8, rue de l’Athénée.
Dans les années 1970, il se préoccupe du lien entre l'homme et la nature et réalise, notamment, une installation : L'Arbre à l'envers, arbre "planté" la tête en bas. Ses recherches s'orientent aussi vers le monde de l'art ; il photographie les lieux d'expositions et dessine les œuvres exposées. En 1973, il plante une hache de bûcheron dans le parquet du Musée Rath. Il expliquera plus tard, que la Blessure n'était pas une performance mais qu'une partie d'une sculpture qui englobait le musée tout entier. En 1978, il inaugure une série (toujours ouverte) d'expositions itinérantes intitulée Some flovers at... qui sera présentée dans plus d'une centaine de lieux différents. Il y montre des photographies d'espaces d'exposition prestigieux vides de tout contenu à l'exception d'un bouquet de fleurs. Gérald Ducimetière explique qu'il veut exprimer l'isolement qui caractérise la production artistique actuelle. Il exerce aussi une grande activité de graphiste, présentée en partie lors d'une exposition en 1982 au Cabinet des Estampes à Genève. La même année, lauréat d'un concours organisée par la Ville de Genève, quatre de ses statues sont installées au Rond-point de Plainpalais à Genève pour former un ensemble qu'il intitule L'Alter Ego. Gérald Ducimetière explique : « J'ai choisi des gens qui font quelque chose, sur des photos datant de 1905, 1915, 1930 et 1972 ». Il les a représenté sous la forme de deux hommes et deux femmes parmi ses connaissances, dans le présent, dans la même attitude et positionnés exactement dans le même espace géographique. En 1983, il revient à une pratique plus picturale à l'occasion de l'exposition des Peintures académiques au Musée Rath.
L'année 1994 marque un grand tournant dans sa vie ; il change de nom et de nationalité, s'installe à Londres et prend la nationalité française ; il s’appellera dorénavant : John Aldus.
« Pour John Aldus, le travail in situ constitue aussi une réponse à la frénétique consigne « Musée, Musée, Musée! » dans laquelle le monde de l'art semble aujourd'hui trouver son unique voie d'accomplissement, oubliant que dans toutes les cultures et durant des millénaires, l'art s'est épanoui en l'absence totale de ce concept. »
— Fabienne Xavière Sturm, Artistes à Genève : de 1400 à nos jours / sous la dir. de Karine Tissot, Genève : L'APAGe : Notari, 2010,  (ISBN 9782940408153)
« Le travail de John Aldus s’articule autour d’une réflexion essentielle qui porte sur le rite de l’art et le rôle des artistes dans la société ; il analyse la diversité des lieux et des modes de diffusion des œuvres. L’art est pour lui un observatoire qui permet de porter un regard critique sur la société et doit engager le spectateur à réfléchir sur les valeurs et le fonctionnement de celle-ci »
— Myriam Poiatti, 
« Gérald Ducimetière », sur SIKART Dictionnaire sur l'art en Suisse.

## Réalisations
- 1972 : "L'Arbre à l'envers". Arbre renversé.
- 1973 : "La Blessure". Hache, Musée Rath, Genève
- 1977 : "Water Ring". Environnement planétaire no 4, Eau, vague, porphyre, place de la Madeleine, Genève
- 1978 : "Some flowers at...". Photographie, Guggenheim Museum, New York
- 1981 : Fri-Art 81. Fusain sur sol, mur et plafond, Whitney Museum, New York
- 1981 : Fri-Art 81. Fusain sur sol, mur et plafond, Dia Art Foundation, New York
- 1982 : L'"Alter Ego". Sculptures, Rond-point de Plainpalais, Genève
- 1986-1989 : "Dialogue". Métal peint, mécanisme, terre, érable sycomore (35 tonnes), École d'ingénieurs, Genève

### Sélection d’œuvres

« L'Alter Ego », Sculptures en bronze, Rond-point de Plainpalais, Genève, 1982.
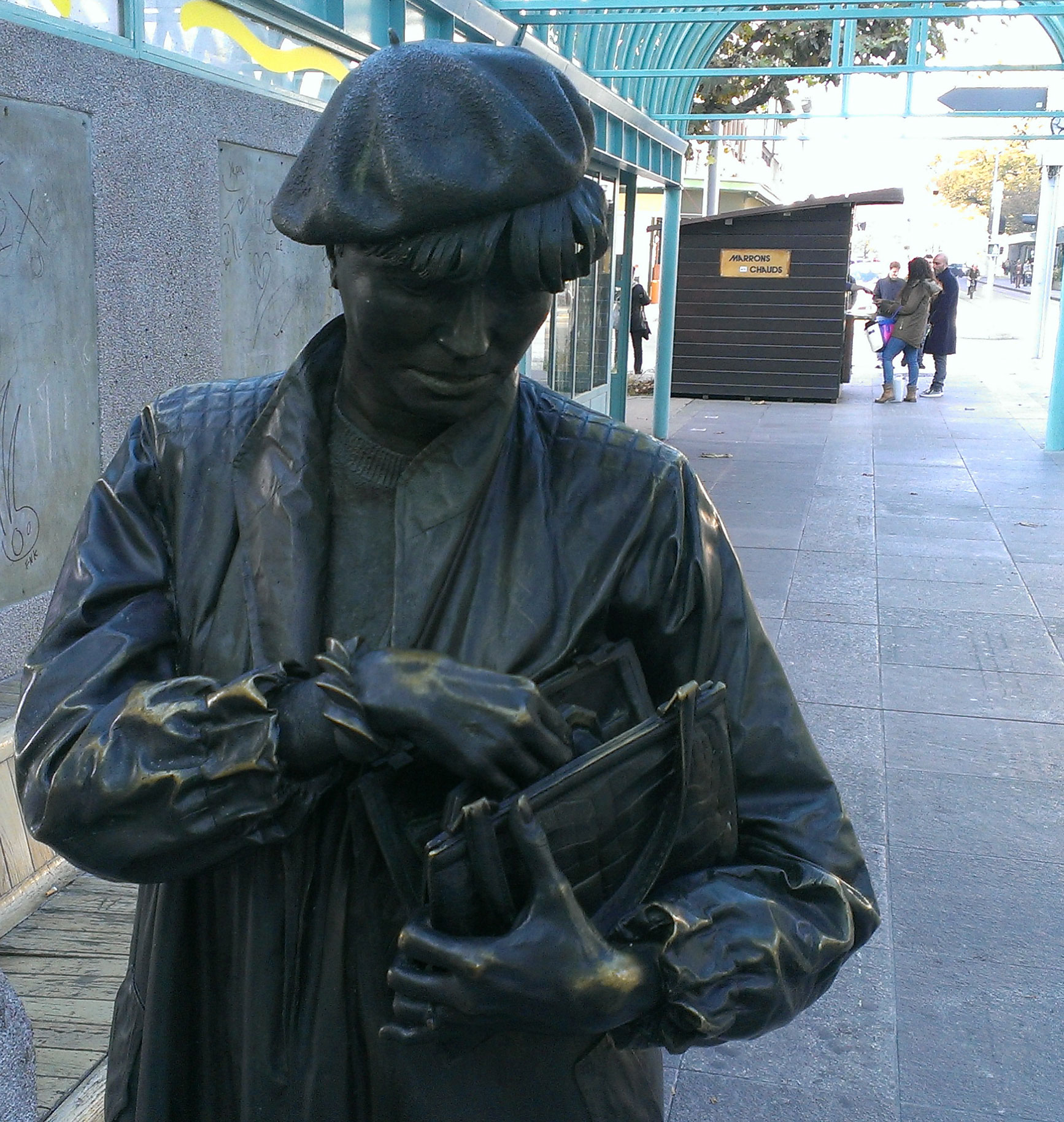
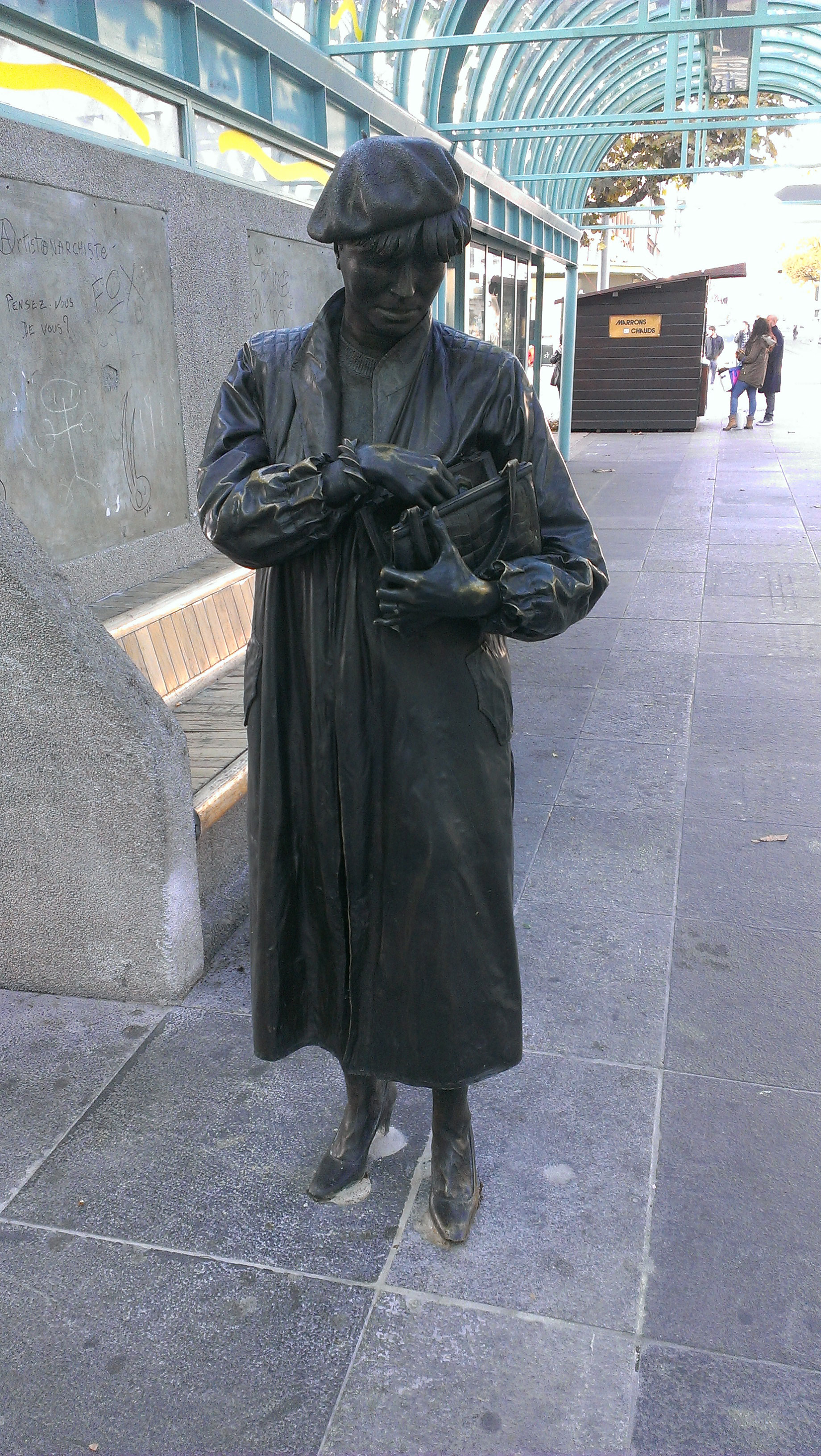
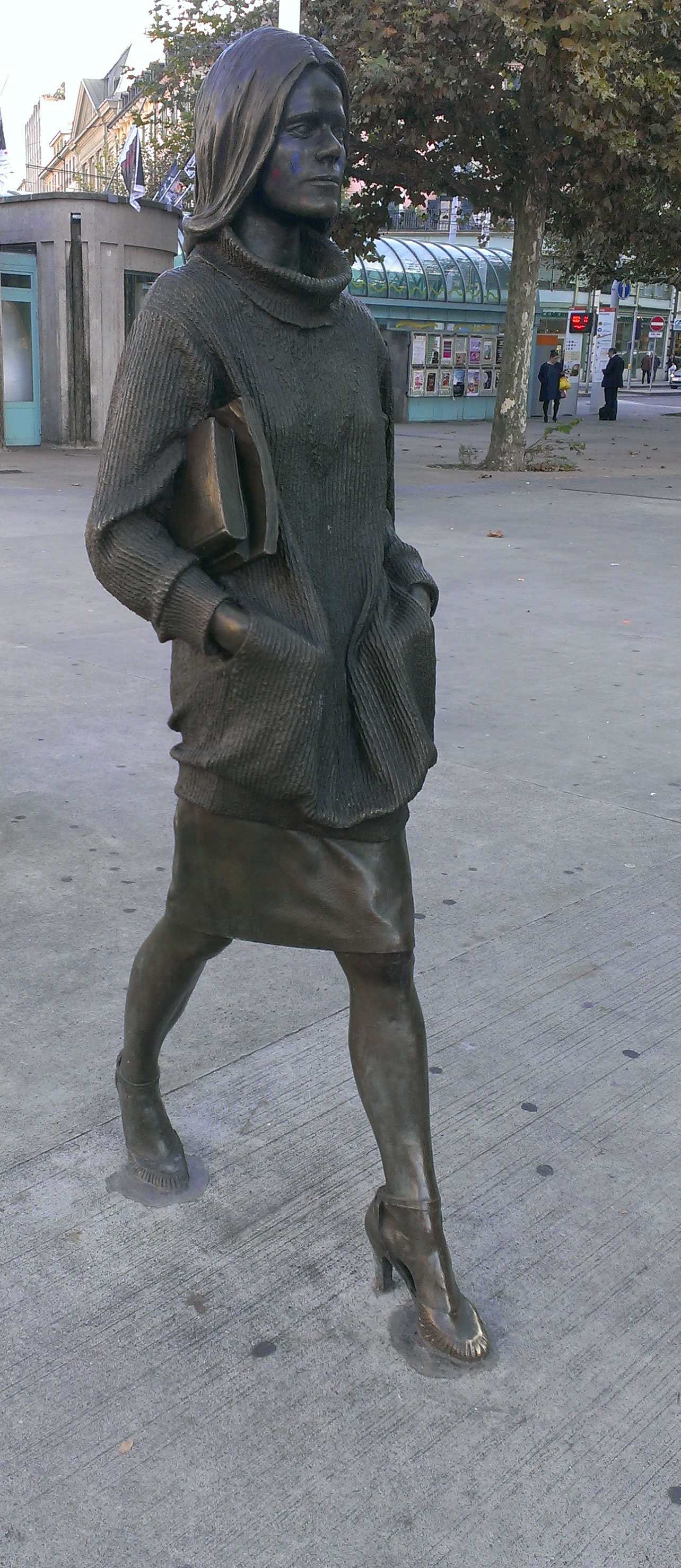
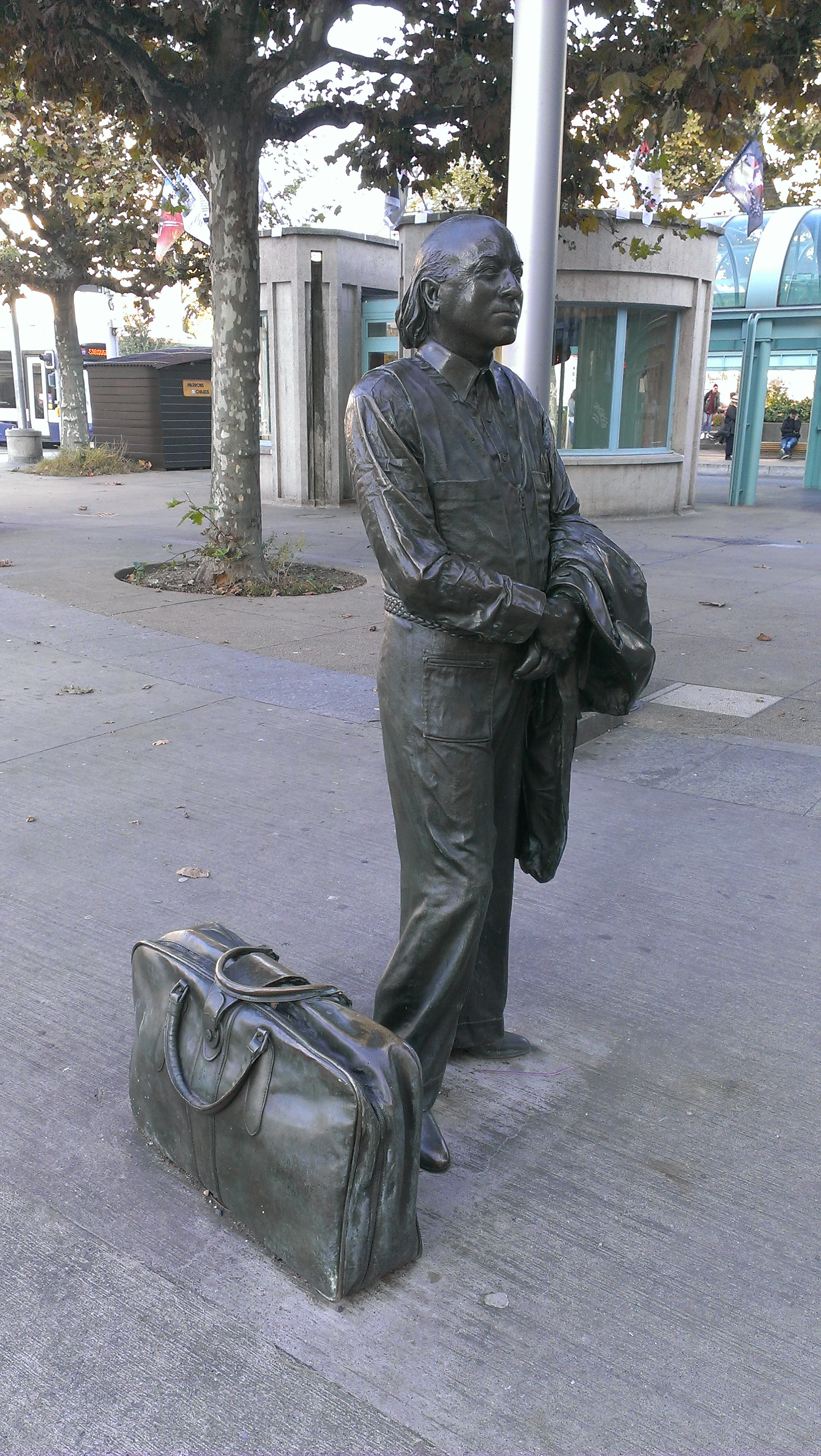
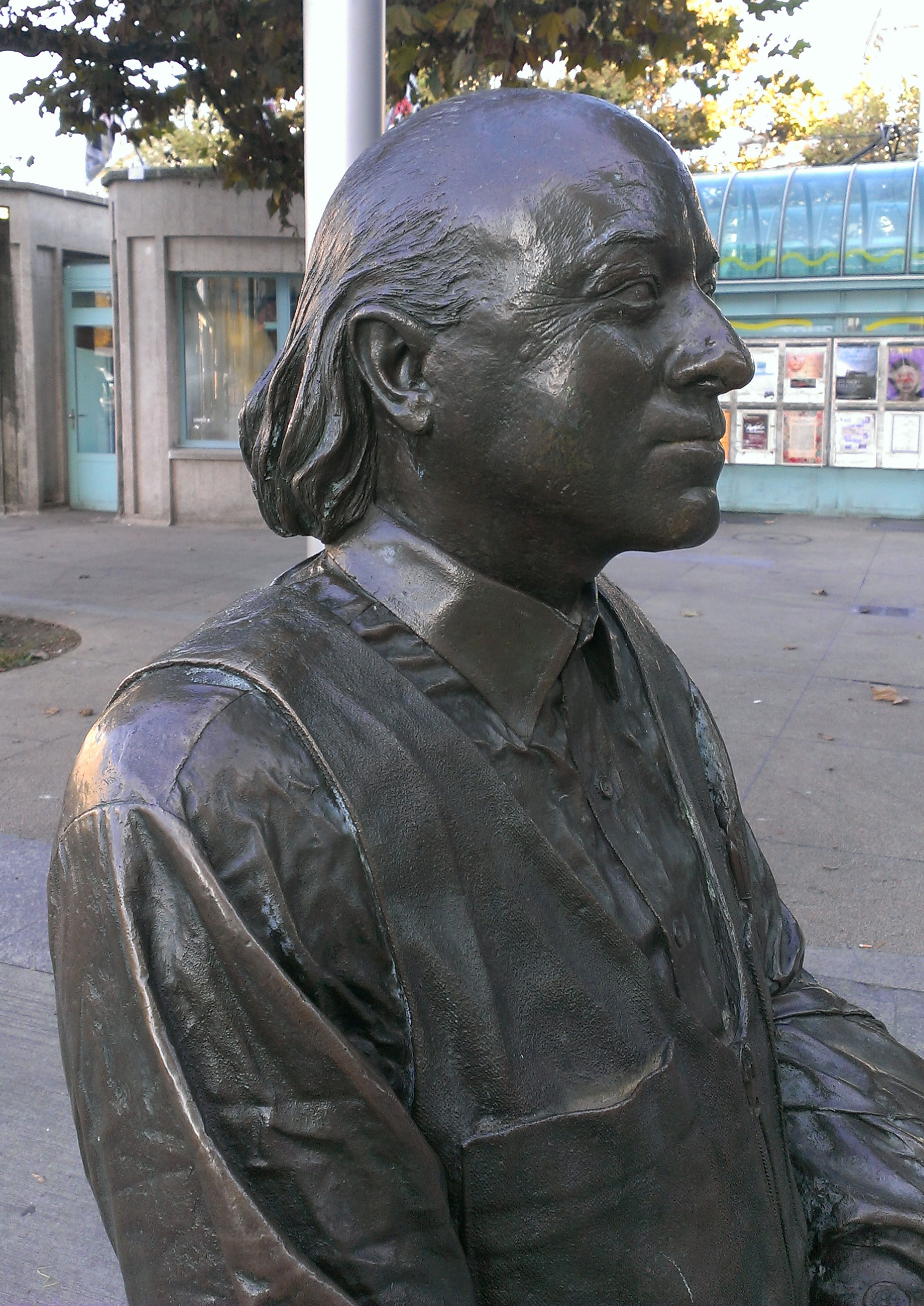
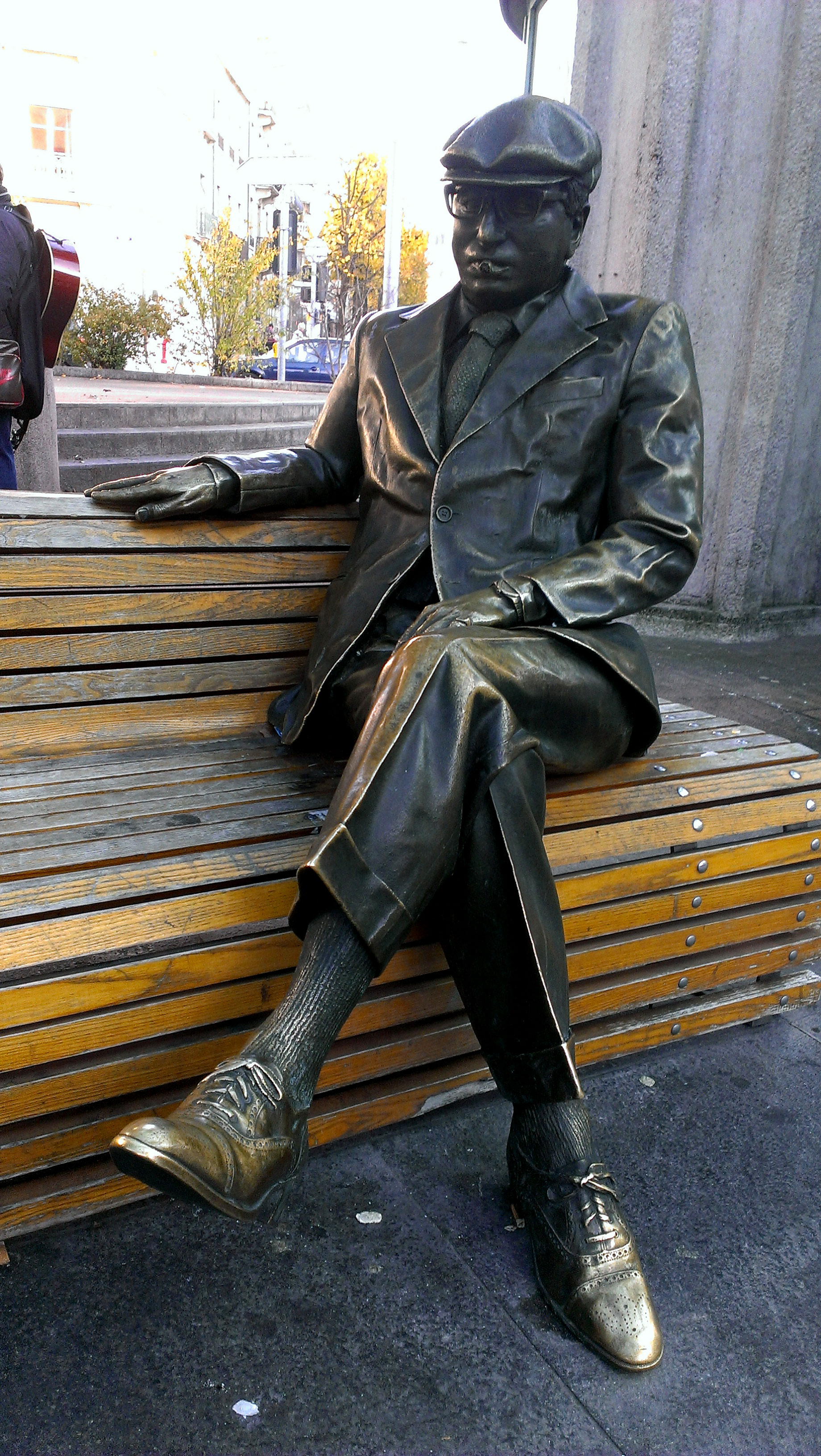

« Water Ring », Environnement planétaire no 4, Eau, vague, porphyre, Place de la Madeleine, Genève, 1977.
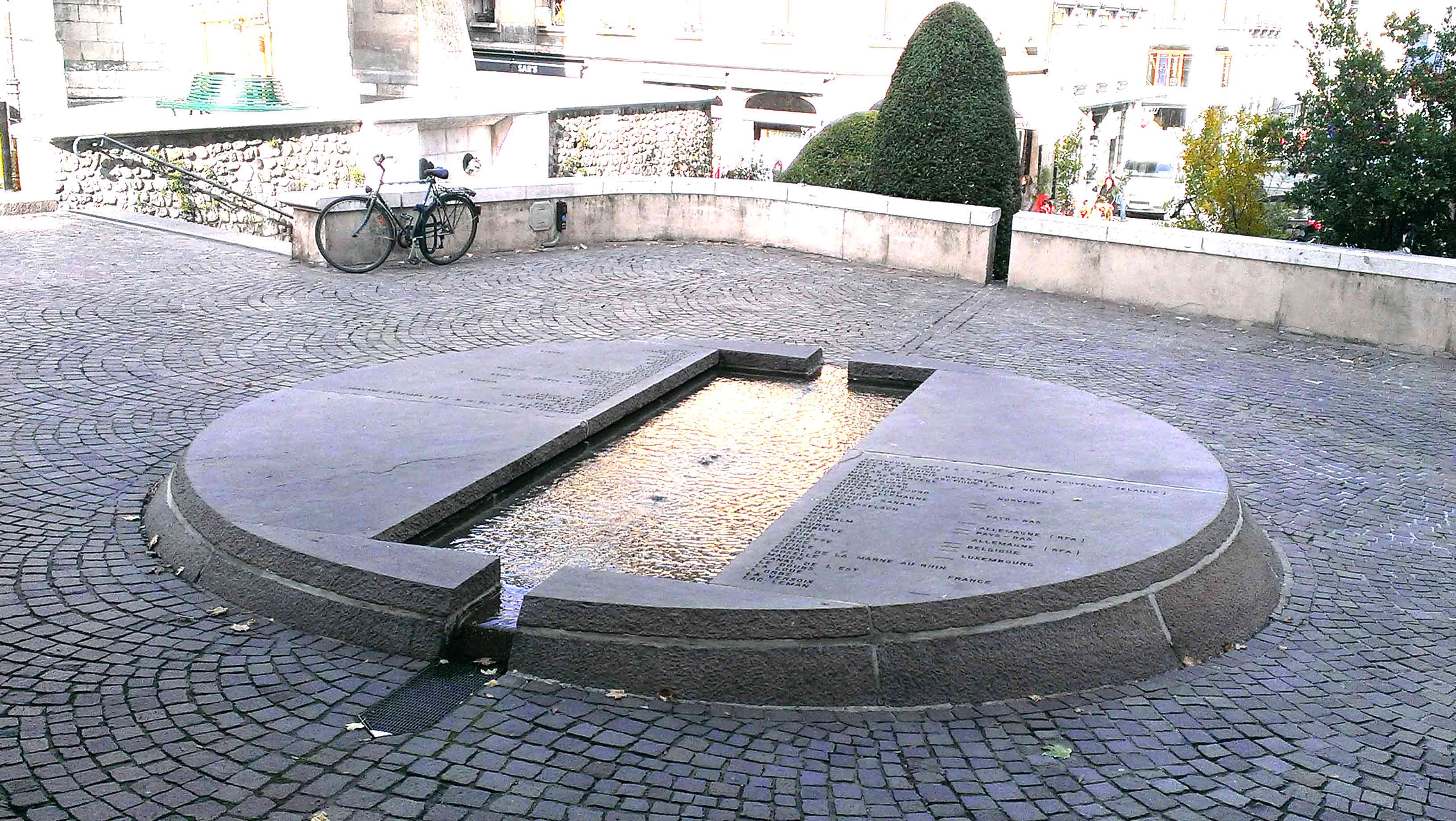
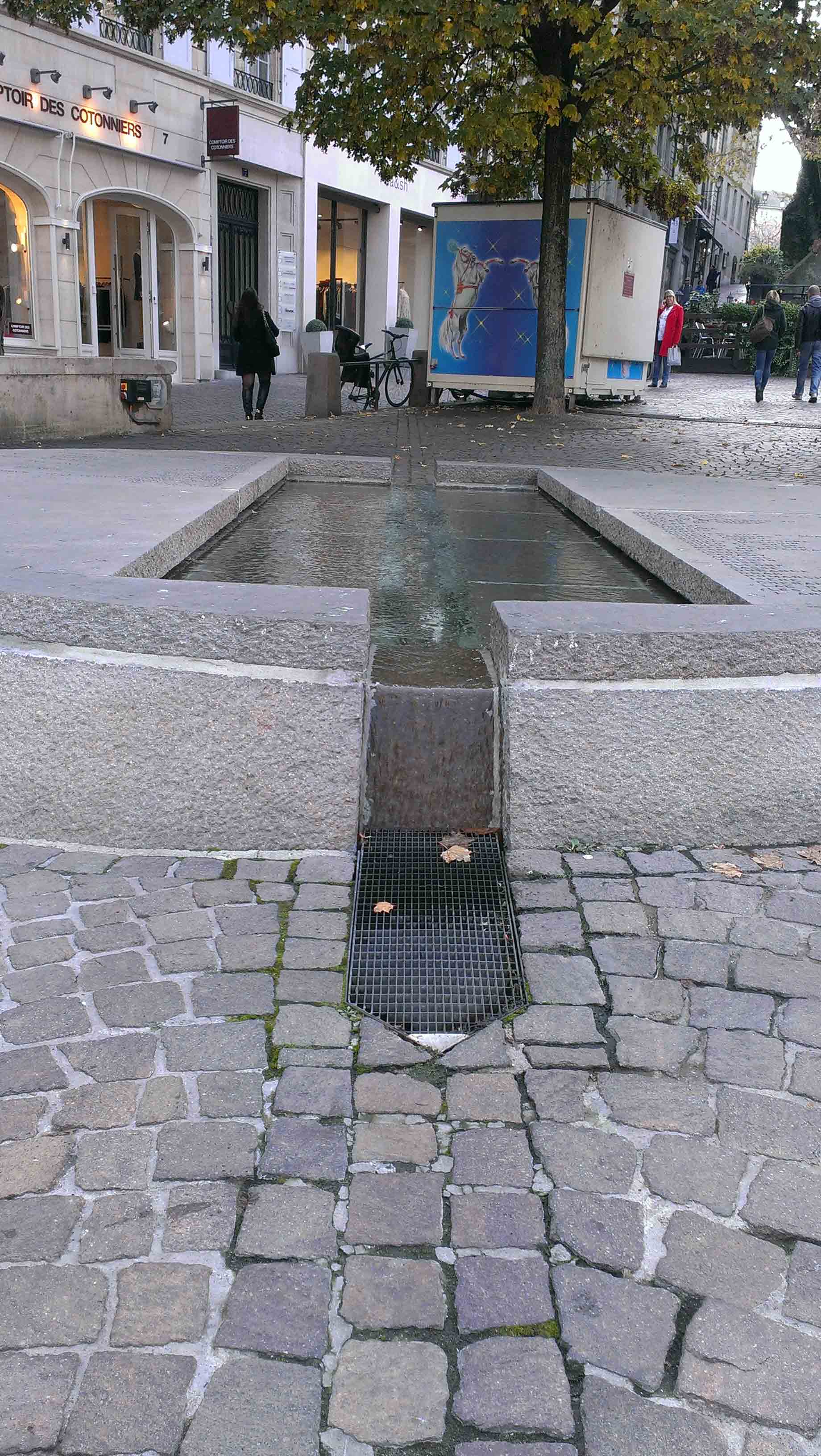
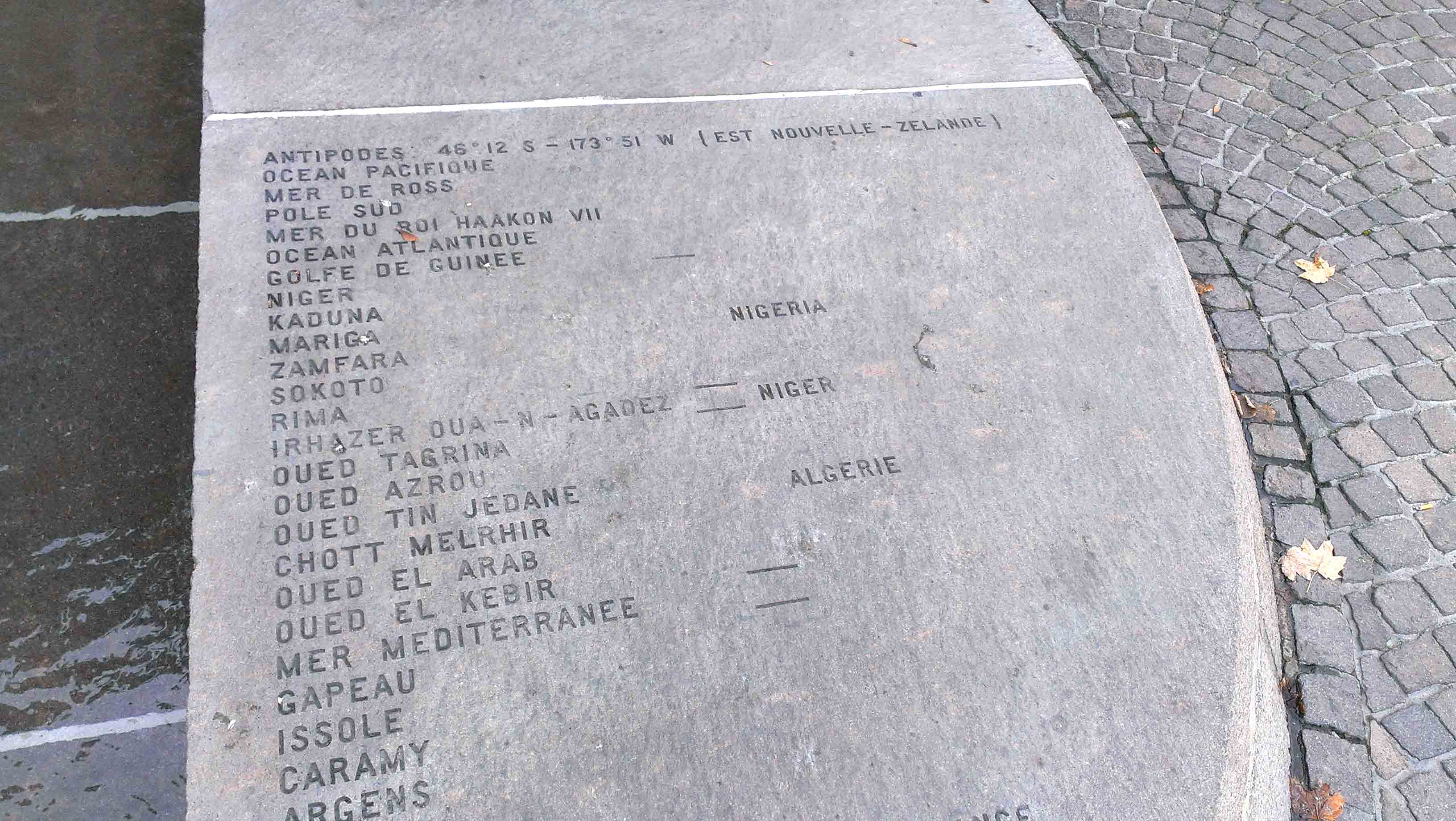
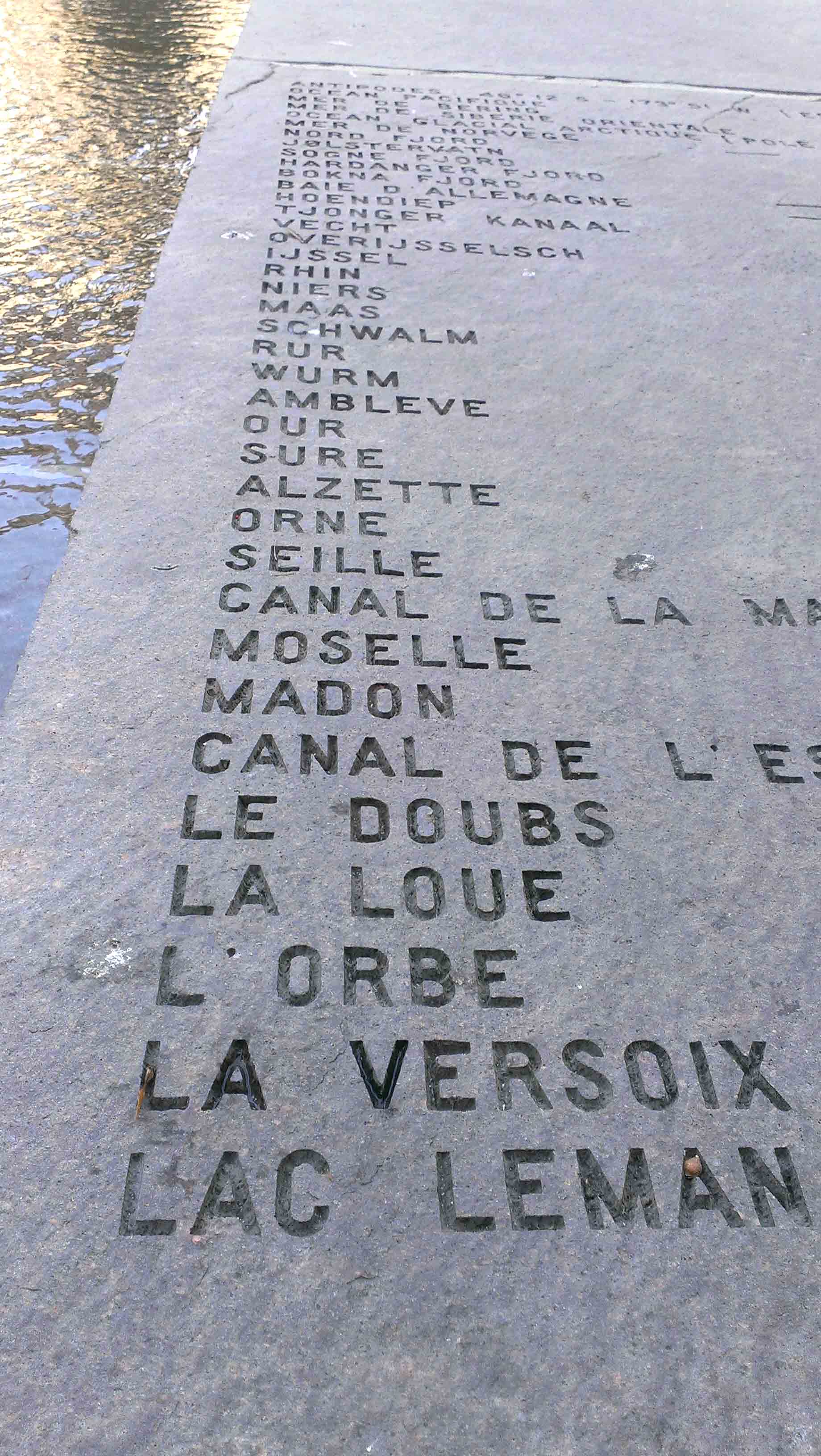
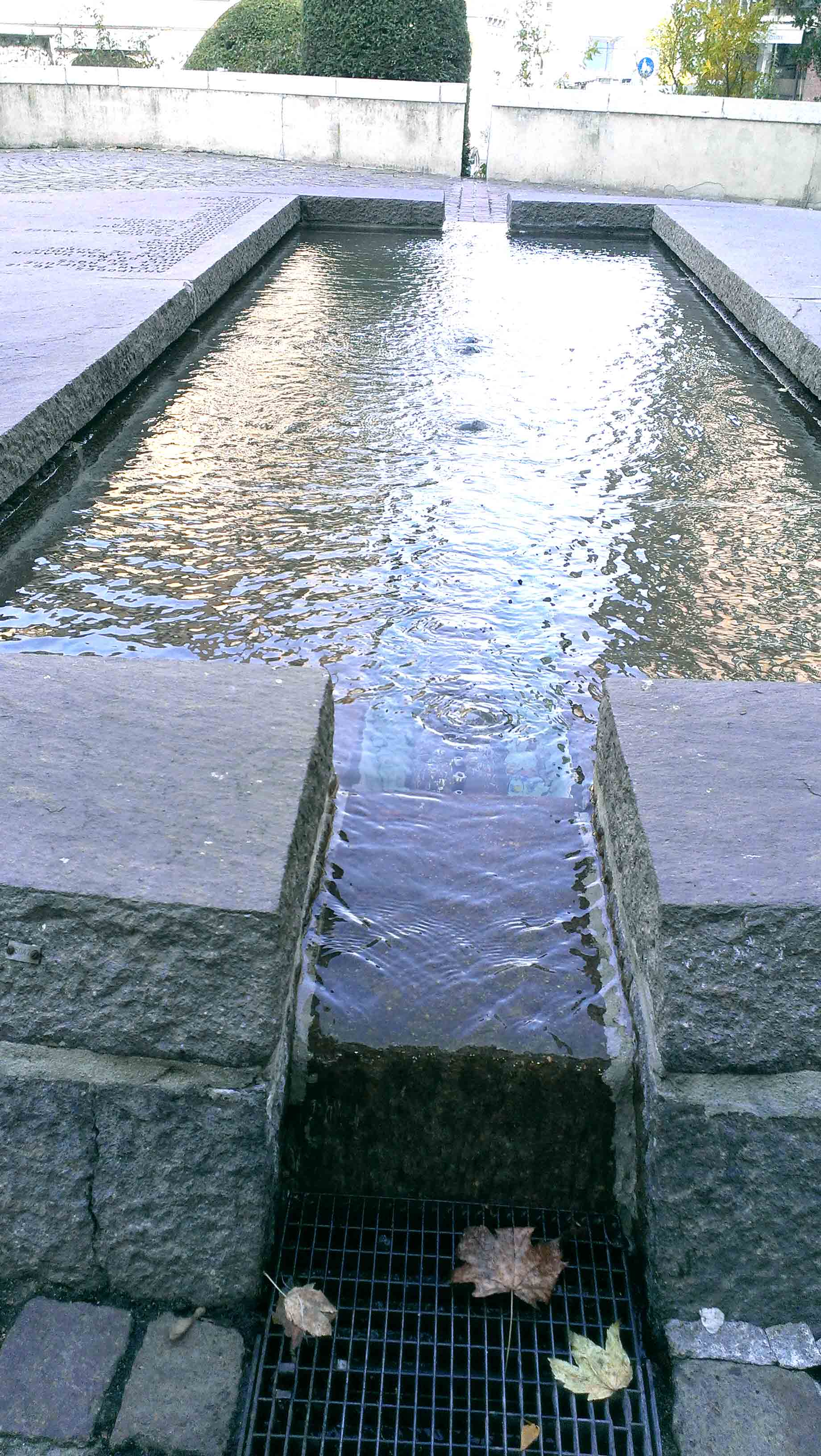

## Distinctions
- 1961 : Prix Pierre Cailler
- 1963 : Prix du Salon des Jeunes
- 1964 : Eidgenössisches Kunststipendium
- 1965 : Bourse Lissignol-Chevalier
- 1966 : Prix Diday
- 1966 : Bourse Berthoud
- 1966 : Bourse Lissignol-Chevalier
- 1967 : Eidgenössisches Kunststipendium
- 1967 : Bourse Berthoud
- 1968 : Prix du Salon genevois de la jeune gravure
- 1969 : Kiefer Hablitzel Stipendium
- 1970 : Prix Boris Oumansky
- 1973 : Prix Xylon
- 1973 : Bourse Kiefer Hablitzel
- 1974 : Eidgenössisches Kunststipendium

## Expositions

### Sélection d'expositions personnelles
- 1965-66 : Ducimetière. Genève, Musée Rath
- 1973 : Gérald Ducimetière. « Monuments ». (Peintures, dessins, gravures, objets). Carouge, Galerie Gaëtan
- 1978 : Gérald Ducimetière. « Some flowers at... ». Köln, Galerie Veith Turske
- 1984 : Gérald Ducimetière. « Peintures académiques ». Genève, Musée Rath, 1983-84; Bruxelles, Palais des beaux-arts

### Sélection d'expositions collectives
- 1970 : Recherches et Expérimentation. Lausanne, Musée cantonal des beaux-arts; Genève, Musée d'art et d'histoire; Fribourg, Musée d'art et d'histoire; St. Gallen, Kunstmuseum
- 1970 : 5e Exposition suisse de sculpture Bienne. 5. Schweizer Plastikausstellung Biel. Biel, Kongresshaus+Strandboden
- 1971 : 3e Salon de la jeune gravure suisse. Genève, Musée d'art et d'histoire
- 1972 : Artistes de la Suisse romande. Kunsthalle Basel
- 1972 : Musée expérimental. 3. Implosion. Lausanne, Musée cantonal des beaux-arts
- 1973 : Tell 73. Zürich, Helmhaus; Basel, Kunsthalle; Bern, Kunsthalle; Lugano, Villa Malpensata; Winterthur, Kunstmuseum; Genève: Musée Rath
- 1973 : Stadt in der Schweiz. 1. Biennale der Schweizer Kunst. Organisiert durch die GSMBA, Gesellschaft Schweizerischer Maler, Bildhauer und Architekten. Zürich, Kunsthaus
- 1973 : Kunstmacher 73., Schaffhouse, Museum zu Allerheiligen
- 1974 : Ambiente 74. 27 Schweizer Künstler. Kunstmuseum Winterthur; Genf, Musée Rath; Lugano, Villa Malpensata
- 1974 : Biennale suisse de l'image multipliée. Genève, Musée Rath, 1974. [Textes:] Charles Goerg et Rainer Michael Mason. Genève: Musée d'art et d'histoire
- 1975 : 6e exposition suisse de sculpture Bienne 1975. 6. Schweizer Plastikausstellung Biel, Schweizer Plastikausstellung
- 1976 : Six artistes genevois contemporains: six expositions. Genève, Palais de l'Athénée
- 1980 : Schweizer Museen sammeln aktuelle Schweizer Kunst. Les Musées suisses collectionnent l'art actuel en Suisse, Ausst.-Kat. Kunsthaus Zürich; Musée cantonal des beaux-arts, Lausanne; Zürich
- 1980-81 : Artistes de Genève 1980. 2: Media mixtes. Genève, Musée Rath
- 1981 : Les Genevois collectionnent. Aspects de l'art d'aujourd'hui 1970-1980. Genève, Musée Rath; Cabinet des estampes; Musée d'art et d'histoire
- 1982-83 : Le Dessin suisse 1970-1980. Exposition itinérante placée sous le patronage de Pro Helvetia. Genève, Musée Rath
- 1982-83 : Culture affichée. Quatre graphistes genevois. Roland Aeschlimann, Georges Calame, Gérald Ducimetière, Roger Pfund. Genève, Cabinet des estampes, Musée d'art et d'histoire

## Collections publiques
- Fonds municipal d'art contemporain de Genève (FMAC), 2 pièces

## Sources
- « Gérald Ducimetière », sur SIKART Dictionnaire sur l'art en Suisse.
- Artistes à Genève : de 1400 à nos jours / sous la dir. de Karine Tissot, Genève : L'APAGe : Notari, 2010,  (ISBN 9782940408153)
- Enterrement de 1re classe pour l’œuvre de Ducimetière / Benjamin Chaix. - Tribune de Genève. - Genève. - 28 février 1989
- Ceux qui font Genève : Gérald Ducimetière, In: La Suisse. - Genève. - 28 août 1984
- Gérald Ducimetière : "Peintures académiques" : [exposition], Musée Rath, Genève, 9 décembre 1983 - 29 janvier 1984, Palais des beaux-arts, Bruxelles, 17 mai - 24 juin 1984,  (ISBN 2830600029)
- Ducimetière : "Ce ne sont plus les artistes qui font l'art aujourd'hui", In: Tribune de Genève. - Genève. - 20 décembre 1983
- L'Art en Suisse 1890-1980 / Hans A. Lüthy, Hans-Jörg Heusser ; [adaptation française par Paul-André Jaccard, Philippe Kaenel... et al.], Lausanne : Payot, 1983,  (ISBN 2601006331)
- Culture affichée : quatre graphistes genevois : Roland Aeschlimann, Georges Calame, Gérald Ducimetière, Roger Pfund / [Claude Ritschard]
- Des sculptures plus vivantes que les vivants installées au rond-point de Plainpalais / P. K., In: Tribune de Genève. - Genève. - 7 mai 1982
- Les nouvelles statues du Rond-Point : "Des gens qui font quelque chose" / Alain Penel, In: Tribune de Genève. - Genève. - 4 mai 1982
- Dictionnaire des artistes suisses contemporains / Institut suisse pour l'étude de l'art, Frauenfeld ; Stuttgart : Huber, 1981,  (ISBN 3719307654)
- "Culture affichée" / Claude Ritschard, In Kunst-Bulletin. - Berne. - octobre 1981, Nr. 10,  (ISSN 1013-6940)
- [Résultats du concours public de projets organisé par la ville de Genève...] / Claude Ketterer, In: Tribune de Genève. - Genève. - 15 septembre 1980
- Gérald Ducimetière : "Some flowers at...", Köln : Galerie Veith Turske, 1978
- Six artistes genevois contemporains : Six expositions : Gérald Minkoff, Gérald Ducimetière, John Armleder, H.R. Huber, Patrick Lucchini, Muriel Olesen : Palais de l'Athénée, Genève, mai 1976
- Artistes genevois : Streiflichter auf die Genfer Kunstszene : (Ausstellung), Helmhaus Zürich, (10.Januar-15.Februar 1976) / Organisiert von der Präsidialabteilung der Stadt Zürich in Zusarb. mit dem Musée d'art et d'histoire, Genève
- La Spécificité locale dans les œuvres de G. Ducimetière / Rainer Michael Mason, In: Kunst-Bulletin. - Berne. - mai 1974, Nr. 5, p. 7-9,  (ISSN 1013-6940)
- Gérald Ducimetière : "monuments" (peintures, dessins, gravures, objets) : Galerie Gaëtan, Carouge, du 12 octobre au 10 novembre 1973
- "Le Meuble créé par l'artiste" : prix Boris Oumansky 1970 : [Aufdermauer, Buchwalder, Camesi, Ducimetière, Van Hoytema, Joly, Raetz, Wenger] : Athénée, salle Crosnier, Genève, 31 octobre-22 novembre 1970
- Drei Westschweizer Holzschneider : $b [Gérald Ducimetière, Lucien Martini, Michel Terrapon], Zürich : Xylon, 1969
- Ducimetière : Musée Rath, Genève, du 17 décembre 1965 au 15 janvier 1966